# 熊本市立池上小学校
熊本市立池上小学校（くまもとしりつ いけのうえしょうがっこう）は、熊本県熊本市西区池上町にある公立小学校。

## 沿革
- 1874年 - 池上村字仁王堂の民家に池上小学校創立
- 1880年 - 尾坂小学校創立
- 1882年 - 現在地に移転し公立池上小学校に改称
- 1887年 - 両校が合併
- 1890年 - 池上尋常小学校に改称。
  - 10月 - 池上東尋常小学校を分離。
- 1907年 - 両校が合併し池上尋常高等小学校に改称
- 1941年 - 池上国民学校に改称
- 1944年 - 三和東国民学校に改称
- 1947年 - 三和町立三和東小学校に改称
- 1949年 - 池上村立池上小学校に改称
- 1953年 - 熊本市立池上小学校に改称

## クラブ活動
- 卓球
- イラスト
- 科学
- 手芸
- 料理
- サッカー

### 運動部
- 野球
- バスケ
- 水泳（冬陸上）
- バドミントン

### 文化部
- 器楽部